# 5622 Percyjulian
5622 Percyjulian este o planetă minoră (asteroid), cu un diametru de 9,667 km, din centura de asteroizi. A fost descoperită pe 14 octombrie 1990 la Observatorul Palomar de Eleanor F. Helin și a fost numită după Percy Lavon Julian⁠(d). 
Obiectul prezintă o orbită caracterizată de o semiaxă mare de 2,8039307 UAi, o excentricitate de 0,169398, o înclinație de 8,09319 ° în raport cu ecliptica.